# Krušina olšová
Krušina olšová (Frangula alnus) je opadavá dřevina (keř či strom), dorůstající výšky 4 až 6 metrů.

## Taxonomie
Někdy bývá řazena do rodu řešetlák, Rhamnus frangula. Vědecká synonyma jsou Rhamnus frangula, Rhamnus frangula subsp. columnaris hort., Rhamnus frangula var. angustifolia Loud. Rodové vědecké jméno Frangula se vztahuje na křehkost dřeva (latinsky frangere = lámati), druhové jméno alnus = olše.

## Popis

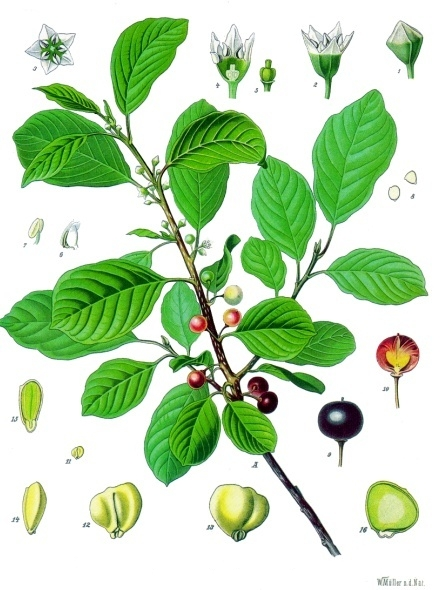
Krušina olšová na knižní ilustraci

Opadavý beztrnný keř, zřídka nízký strom (max. 6 m) s tenkým kmínkem (průměr do 20 cm) a lámavými štíhlými, téměř hladkými větvemi s rozestálými listnatými větévkami.
Borka je hladká, v mládí zelená, později šedohnědá s dlouhými šedobílými a napříč položenými čočinkami (lenticelami). Rozemnuté větve a kůra zapáchají hnilobou.
Listy jsou jednoduché, střídavé, eliptičné, celokrajné, s krátkým řapíkem (±1 cm), tenké a tuhé. Na podzim se barví do žluta.
Pupeny jsou nahé, bez šupin.
Nenápadné drobné květy jsou zelenavě bílé až žlutozelené, zpočátku chlupaté, medonosné. Jsou oboupohlavné, pětičetné, uspořádané ve vrcholíku v úžlabí listu. Kvete od května do září, ojediněle do října.
Plodem je zpočátku zelená, později červená a konečně černofialová až černá peckovice velikosti 6–8 mm se 2–3 peckami.
Kořenová soustava je rozvětvená, s četnými kořenovými výmladky. Keř je důkladně zakořeněn (špatně se přesazuje).
Dřevo je zajímavě zbarvené, žlutobílá běl a sytě oranžové jádro.
Krušina olšová je mrazuvzdorná, snáší stín, nadbytečnou vláhu i stagnující vodu a je odolná proti kouřovým plynům.

### Jedovatost
Otrava plody je vzácná, protože jsou nechutné a tvrdé. Požití vyvolá silný průjem a zvracení. Požití čerstvé kůry způsobuje dávení, kolikové bolesti a krvavý průjem s vysokými bolestmi.

## Rozšíření
Euroasijský druh s rozsáhlým areálem sahajícím od Pyrenejského poloostrova (s malým přesahem do severní Afriky) na východ po řeku Jenisej. Kromě nejsevernější části a stepí na jihovýchodě roste téměř v celé Evropě a v západní Asii. Zasahuje na Kavkaz, její východní hranicí je Jenisej. V Africe jsou dvě malé arely v Maroku a Alžírsku.
V ČR roste roztroušeně až hojně téměř na celém území. Těžiště výskytu je v nadmořské výšce do 650 m, na Šumavě vystupuje do 900 m, v Novohradských horách do 960 m. Nejvýše roste ve Velké kotlině v Hrubém Jeseníku (1100 m)

## Stanoviště
Vyskytuje se na vlhkých místech. Obvykle roste na kyselých podkladech, často na píscích a zrašelinělých půdách, ovšem vyskytuje se i na neutrálních až zásaditých půdách lužních lesů. Bývá to jediný keř v nejchudších bořinách nebo smrčinách na rašelině.
V ČR v nejnižších až podhorských polohách je jedním z nejběžnějších keřů. Nejčastějším stanovištěm jsou světlé listnaté, smíšené i jehličnaté lesy, lužní lesy a křovinaté stráně, vrchoviště a rašeliniště. Řidčeji roste v suchých borech a kyselých doubravách.

## Mezidruhové vztahy
Spásačem krušiny olšové jsou tesaříci kozlíček ovocný (Tetrops praeustus praeustus L., 1758), tesařík drobný (Gracilia minuta Fabricius, 1781), kuloštítník beraní (Clytus arietis arietis L., 1758), Oberea pedemontana Chevrolat, 1856, Menesia bipunctata (Zoubkov, 1829) aj.
Na rostlinu je vázán výskyt motýla žluťáska řešetlákového (Gonepteryx rhamni L., 1758), protože je živnou rostlinou jeho housenek. Samička klade vajíčka jednotlivě na mladé listy, případně pupeny a větvičky živné rostliny. Housenka se pak před kuklením vzdaluje z místa, kde prodělala vývoj. Na krušině se živí také housenky modráska krušinového (Celastrina argiolus L., 1758) a ostruháčka ostružinového (Callophrys rubi L., 1758).
Rostlina je hostitelem houby rez korunkatá (Puccinia coronata Corda).

## České pojmenování
Český název krušina je odvozen ze slova kruchý čili křehký, což vystihuje křehké dřevo krušiny olšové.
Lidové názvy krušiny olšové jsou bluva, čeremcha, krupina, krušina obecná, krušina řešetláková, krušínek, krušinka, posvátná kůra, psí jahůdka, rebarbora chudých, reveň chudých (oddenky), rozpuk (rozpuk jízlivý je jiná rostlina).

## Využití
Z větví krušiny se pálilo dřevěné uhlí, které bylo důležitou složkou při výrobě střelného prachu do ručních palných zbraní. Plody se používaly k barvení látek na zeleno. Dřevo má načervenalé jádro, a proto se hodí k řezbářským účelům.
V léčitelství sloužila jako levnější náhrada rebarbory. Kůra se v léčitelství používá jako projímadlo. Sbírá se v dubnu až květnu, měla by být rychle usušena, a to na přímém slunci nebo umělým teplem (max. 40 °C). Usušenou kůru je před používáním nutné buď rok skladovat, nebo několik hodin udržovat zahřátou na teplotu 80 až 100 °C. Čerstvá kůra je totiž silně dráždivá, vyvolává nevolnost, zvracení a bolesti břicha. Plody mají také projímavé účinky, ale několikanásobně vyšší. Zevně se krušina olšová používá při špatně se hojících ranách a hemoroidech do koupelí či na obklady. Jeden z důvodů, proč krušina vymizela v současnosti z přírodního léčitelství, je, že se mohou objevit nežádoucí účinky.

## Zajímavosti
Protože kvete dlouho, lze na keřích nalézt vedle květů také mladé a dozrávající plody.
Krušina olšová figuruje ve scéně filmu O rodičích a dětech režiséra Vladimíra Michálka. Otec (v podání Josefa Somra) jako vystudovaný biolog poučuje svého syna, ztvárněného Davidem Novotným, o názvu a vlastnostech keře, na který společně vykonali malou potřebu.